# Kostel svatého Jiří (Vápno)
Kostel svatého Jiří je původně gotický kostelík ze 14. století, který stojí v centru obce Vápno v okrese Pardubice, asi 10 km od Chlumce nad Cidlinou.

## Historie
První písemná zmínka o kostele pochází z roku 1366. V roce 1720 byl kostel barokně upraven – byl přestavěn gotický presbytář a postavena nová loď.

## Popis
Kostel je jednolodní, s trojbokým presbytářem, se sakristií a předsíňkou. Presbytář je podepřen opěrnými pilíři a zaklenut křížovou klenbou. Strop lodi je plochý. V lodi se nachází kruchta. V interiéru se nalézá oltář z 1. poloviny 18. století s obrazem svatého Jiří a sochami svatého Petra a Pavla. Barokní cínová křtitelnice je datována rokem 1677. Varhany pro kostel vytvořil roku 1914 varhanář Josef Kobrle.
Severně od kostela stojí v blízkosti památné lípy otevřená dřevěná zvonice. Původní zvonice (nesla zvony z let 1529, 1602 a 1604) shořela v roce 1845 a byla nahrazena novou. Pro tuto zvonici byl v roce 1867 zakoupen v Praze nový zvon. V roce 1933 (nebo 1935) byla zvonice nahrazena přesnou kopií, se stejným konstrukčním řešením. Zvonice nemá obvyklý bedněný plášť, ale pouze stříšku - jedná se v České republice o unikát.

## Aktivity
Kostel svatého Jiří ve Vápně je farním kostelem, přifařené obce jsou Strašov, Chýšť, Přepychy a Malé Výkleky. V kostele probíhá pravidelně Slavnost Těla a Krve Páně, tzv. Boží tělo (historicky byl součástí slavnosti i průvod na návsi a v okolí kostela).
Konají se zde pravidelné nedělní bohoslužby (kromě první neděle v měsíci).

## Galerie

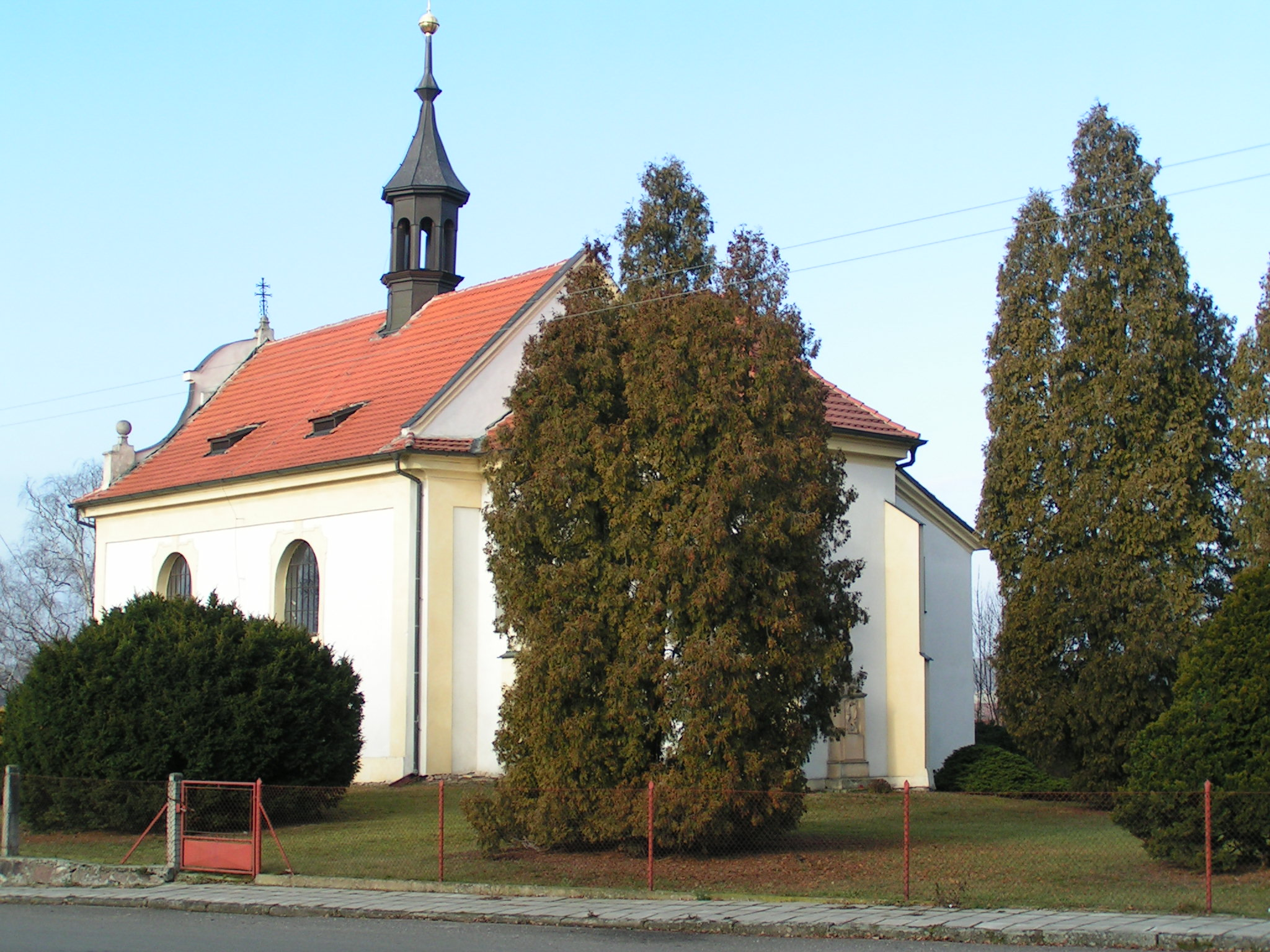
Kostel - celkový pohled
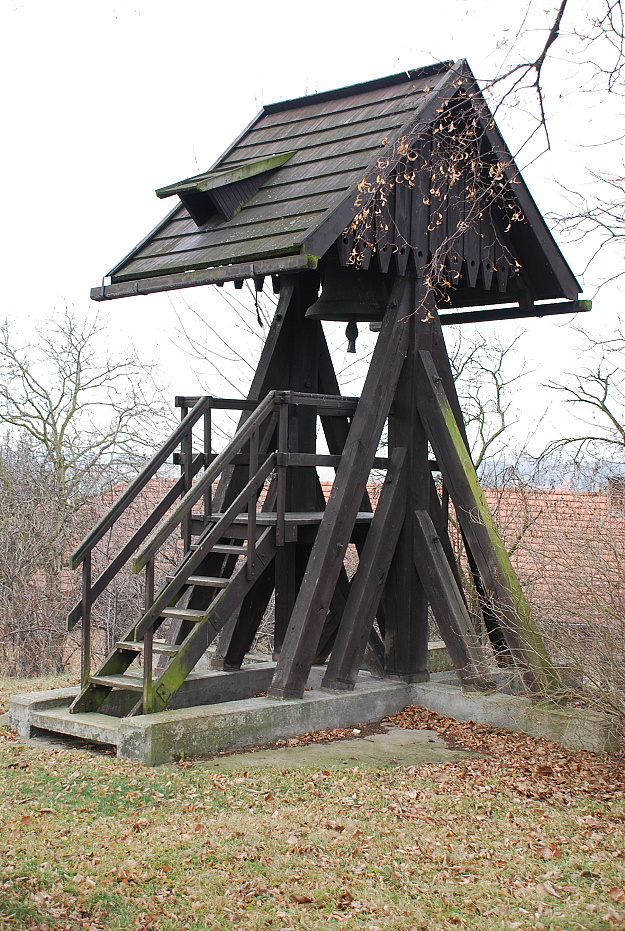
Otevřená dřevěná zvonice